# Amstel Gold Race 1971
La 6.ª edición de la Amstel Gold Race se disputó el 28 de marzo de 1971 en la provincia de Limburg (Países Bajos). La carrera constó de una longitud total de 233 km, entre Heerlen y Meerssen.
El vencedor final fue el belga Frans Verbeeck (Watney-Avia) fue el vencedor de esta edición al imponerse a sus siete compañeros de fuga en la línea de meta de Heerlen. El holandés Gerben Karstens(Goudsmit-Hoff) y el también belga Roger Rosiers (Bic) fueron segundo y tercero respectivamente. 

## Clasificación final
| Pos. | Ciclista            | Equipo                   | Tiempo     |
| ---- | ------------------- | ------------------------ | ---------- |
| 1    | Frans Verbeeck      | Watney-Avia              | 6h 11' 53" |
| 2    | Gerben Karstens     | Goudsmit-Hoff            | m. t.      |
| 3    | Roger Rosiers       | Bic                      | m. t.      |
| 4    | Georges Pintens     | Hertekamp-Magniflex-Novy | m. t.      |
| 5    | Herman Van Springel | Molteni-Arcore           | m. t.      |
| 6    | Jos Deschoenmaecker | Molteni-Arcore           | m. t.      |
| 7    | Gerard Vianen       | Fagor-Mercier-Hutchinson | m. t.      |
| 8    | Roger Swerts        | Molteni-Arcore           | m. t.      |
| 9    | Jos Spruyt          | Molteni-Arcore           | + 1' 32"   |
| 10   | Jan Krekels         | Goudsmit-Hoff            | m. t.      |